# Lill-Aspsjön (Sollefteå socken, Ångermanland)
Lill-Aspsjön är en sjö i Sollefteå kommun i Ångermanland och ingår i Ångermanälvens huvudavrinningsområde. Sjön har en area på 0,0599 kvadratkilometer och ligger 262,2 meter över havet.

## Delavrinningsområde
Lill-Aspsjön ingår i det delavrinningsområde (700422-156379) som SMHI kallar för Ovan VDRID = 701194-157084 i Faxälvens vattendrag*. Medelhöjden är 216 meter över havet och ytan är 16,89 kvadratkilometer. Räknas de 981 avrinningsområdena uppströms in blir den ackumulerade arean 8 797,77 kvadratkilometer. Faxälven som avvattnar avrinningsområdet har biflödesordning 2, vilket innebär att vattnet flödar genom totalt 2 vattendrag innan det når havet efter 56 kilometer. Avrinningsområdet består mestadels av skog (76 procent). Avrinningsområdet har 0,74 kvadratkilometer vattenytor vilket ger det en sjöprocent på 4,4 procent. Bebyggelsen i området täcker en yta av 0,12 kvadratkilometer eller 1 procent av avrinningsområdet.